# Astragalus velatus
Astragalus velatus är en ärtväxtart som beskrevs av Ernst Rudolf von Trautvetter. Astragalus velatus ingår i släktet vedlar, och familjen ärtväxter. Inga underarter finns listade i Catalogue of Life.